# Alain Porée du Breil
Pour les articles homonymes, voir Porée.
Alain Porée, sieur du Breil, né à Saint-Malo le 13 décembre 1665 et mort dans la même ville le 15 mai 1730, parfois confondu avec son père ou son frère aîné qui s'appellent Charles Porée, est un navigateur, corsaire et armateur français. 
Il est, en 1708, le premier Français à affronter le Cap Horn d'est en ouest.

## Biographie
Alain Porée est le fils de Charles Porée (1621-1681), sieur de Blinais et de la Touche, et de Josseline Heurtault. Par son père, il est le petit-fils de Jean Porée (1583-1647), sieur de La Touche-Québriac, qui a commandé les 23 vaisseaux envoyés par les Malouins au blocus de La Rochelle en 1622 et qui sera procureur-syndic de Saint-Malo en 1642.
Il commence à naviguer à l'âge de 15 ans. Il est capitaine de la Reine-du-Ciel à 21 ans pour un voyage à Saint-Domingue. 

### Pendant la guerre de la Ligue d'Augsbourg
En 1689, pendant la guerre de la Ligue d'Augsbourg, il reçoit le commandement du bateau corsaire le François-de-la-Paix. Valeureux écumeurs des mers, ses exploits de corsaire amènent son oncle, Jean Heurtault de Bricourt (1644-1705)), armateur principal de la frégate le Saint-Esprit, à lui donner le commandement de ce corsaire de 350 tonneaux, 34 canons et 250 hommes d'équipage. Il réunit alors son bateau avec le François d'Assise commandé par son frère aîné, Charles Porée (1652-1708), sieur de la Touche. Ils quittent la rade de Saint-Malo le 30 janvier 1695. Le 14 février, ils  rencontrent un vaisseau de guerre anglais, le Dartmouth (en) (ou Dartmoor). Après cinq heures de combat ayant fait 58 tués et une quarantaine de blessés, le vaisseau anglais doit abaisser son pavillon devant les deux corsaires. Le Dartmoor est presque réduit à l'état de ponton. Ils rentrent dans la rade de Saint-Malo le 18 février 1695. Ils ressortent pour faire une deuxième campagne fructueuse terminée le 13 mai. Les navires anglais viennent bombarder Saint-Malo en juillet 1695. Porée, qui se reposait, accourt pour participer à la défense. Les Anglais doivent se retirer avec de lourdes pertes.

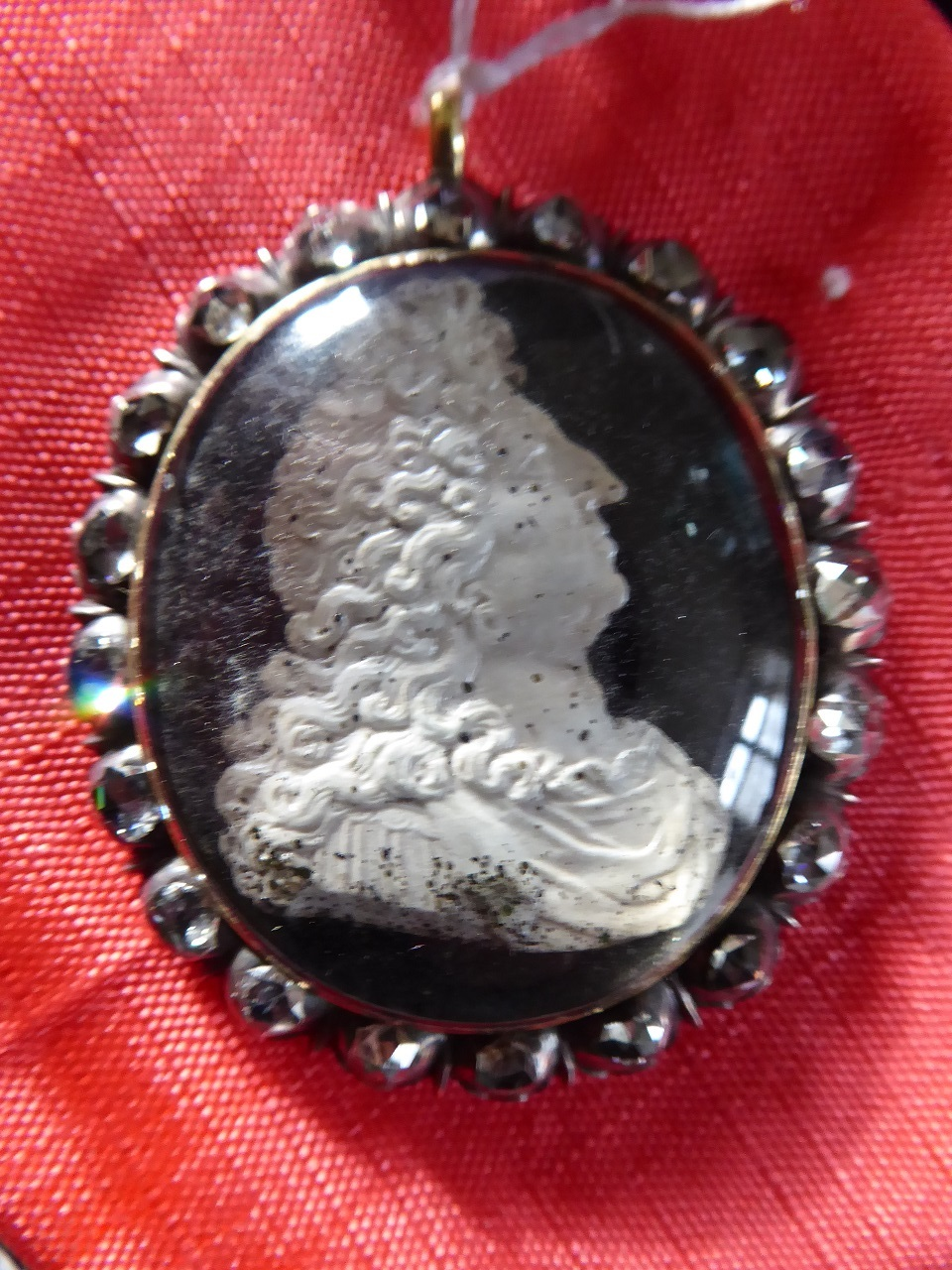
Portrait de Louis XIV orné de diamants offert par le roi en novembre 1696 à Alain Porée à la suite de sa prise du vaisseau de guerre anglais Darmouth.

Le 12 octobre 1695, Porée reprend la mer avec le Saint-Esprit et se réunit au Polastron du capitaine de la Bellière. Ils s'emparent facilement de marchands, mais le 14 décembre ils rencontrent quatre vaisseaux hollandais au large d'Ouessant : la Princesse-de-Danemark portant la marque du commandeur, pouvant porter 52 canons, mais n'en ayant que 38, la Princesse-d'Orange de 600 tonneaux et 24 canons, l' Amaranthe portant 20 canons, et un autre de même capacité. Les deux vaisseaux malouins réussissent à s'emparer de trois des navires hollandais, le quatrième peut s'échapper. Une tempête s'étant levée, chaque navire doit trouver seul son salut. Le Polastron  réussit à rejoindre un port breton avec la Princesse-de-Danemark et l'Amaranthe. Le Saint-Esprit ne peut ramener seul le bateau hollandais à Saint-Malo le 12 janvier 1696 mais avec un navire anglais qu'il a capturé. À son retour, il trouve chez lui un portrait de Louis XIV entouré de diamants envoyé par le secrétaire d'État à la Marine Pontchartrain en récompense.
Après avoir réparé son navire et complété son équipage, il reprend la mer le 21 février. Il retrouve deux corsaires malouins, le François et la Gaillarde avec lesquels il prend au large d'Ouessant la flûte le Neptune, d'Amsterdam, chargée de denrées coloniales, qui est conduite à Paimbœuf par la Gaillarde. Le François amène à Brest la flûte la Providence capturée avec la Gaillarde. Resté seul, le Saint-Esprit s'empare du vaisseau hollandais le Saint-Michel-Ange de Rotterdam qu'il conduit à Port-Louis. Il reprend la mer et le 12 avril et reprend le navire français le Sarah capturé peu de jours avant.
Après s'être reposé, il reprend la mer le 29 mai 1696 pour les mers du nord avec le François-d'Assise, le navire de son frère Charles La Touche-Porée. Ils doivent se réunir avec deux corsaires, le Prudent et le Saint-Antoine, aux îles Féroé. Ne les ayant pas trouvés, ils retournent vers le sud. Le 2 septembre il s'empare du Suzanne, navire hollandais de 24 canons et 60 hommes d'équipage. Il relâche dans la vallée de la Vilaine. Il repart le 21 septembre, et le 25 septembre, il rencontre l'Annibal, corsaire de Flessingue de 34 canons et 160 hommes d'équipage du capitaine Van der Goes, l'oblige à amener le pavillon et l'amène à La Rochelle. Reparti en mer, le 19 octobre, il est pris en chasse par un corsaire de Flessingue, l'Aigle-Noir de 32 canons du capitaine Wandewerf. Après deux heures de combat, les Français réussissent à jeter des grappins et à monter sur le bateau l'obligeant à amener le pavillon. Porée est blessé au cours des combats. Il est remplacé par son second, Le Gobien, qui ramène le bateau et sa prise à Port-Louis le 28 octobre. De retour dans sa famille pour se remettre de ses blessures, il y trouve une épée d'honneur envoyée par Ponchartrain de la part du roi. Les traités de Ryswick signés le 20-21 septembre 1697 mettent fin à la guerre.

### Pendant la guerre de Succession d'Espagne

#### Expédition avec Duguay-Trouin
La guerre de Succession d'Espagne va entraîner la reprise de la course en mer. Le Saint-Esprit est réarmé. Ayant une commission de l'amiral de France, il se joint, le 12 juillet 1702, et se réunit avec la Railleuse du capitaine Pradel sous les ordres de René Duguay-Trouin qui commande la Bellone. Ayant quitté la rade de Brest le 31 juillet, ils se dirigent vers le nord mais la tempête disperse les navires, Porée se dirige vers le sud. Le 3 septembre, son navire rencontre aux environs des Blasquets, à l'extrémité de la péninsule de Dingle, un vaisseau hollandais de 40 canons. Les malouins réussissent à monter à bord quand Porée est atteint par un projectile qui emporte son bras gauche et reçoit une profonde blessure du côté gauche. Les Français rompent le combat et le vaisseau hollandais peut s'échapper. Porée est amputé du bras, et le chirurgien ne sachant pas comment l'opérer, Porée lui lit dans le livre de chirurgie la description de l'opération pendant que le chirurgien opère avec succès. Le Saint-Esprit est commandé par le second, Bézard, qui continue la course et rentre à Saint-Malo le 1er décembre 1702.

#### Expéditions dans la Mer du Sud
Les premiers navigateurs de la mer du Sud préférèrent passer par le détroit de Magellan, grâce au recours à des pilotes fortement rétribués. Jacques Gouin de Beauchêne, capitaine du Phelypeaux, navigue ainsi dans le détroit de Magellan en 1699, même s'il passe au retour d'ouest en est, par le cap Horn, dans un sens où la traversée est plus facile.

##### Première expédition (1703-1705)
Il reprend la mer vers le Sud le 25 août 1703 dans une expédition comprenant trois navires, le Saint-Joseph (capitaine Joseph Trublet de Nermont), le Baron-de-Breteuil (capitaine Jean-Baptiste Bécard des Aulnais) et le Saint-Esprit qui appartient à son frère et qu'il commande. Les armateurs qui sont nommés sont Charles Porée, sieur de La Touche, Jean Séré, sieur de la Villemartère et Jolif. Cependant ces armateurs ne sont que les représentants affichés d'une association de tous les commerçants de Saint-Malo comprenant Jean Magon de la Lande et Locquet de Granville. Le Baron-de-Breteuil arrive au cap des Vierges le 27 décembre. Après avoir essayé d'entrer dans le détroit de Magellan, il est résolu le 31 janvier 1704 de tenter le passage par le détroit de Le Maire. Après avoir doublé le cap Horn par l'est. Le Saint-Joseph est séparé des deux autres navires par une tempête au cap Horn. Il combat deux navires anglais placés sous le commandement de William Dampier aux île Juan Fernandez, le 12 mars 1704. Les deux autres navires arrivent aux îles Juan Fernandez le 16 mars où ils tombent sur les corsaires commandés par William Dampier et les forcent à s'enfuir. Les trois navires restent huit jours sur l'île abandonnée par les Anglais, puis se rendent à Arica, à Ilo, à Pisco. Ils arrivent à Callao début juillet. Le Saint-Joseph rencontre les mêmes Anglais devant Callao le 2 avril. Il reçoit une commission du vice-roi pour les poursuivre. Les navires font voile vers la France le 22 septembre 1704. Après être passée par Cayenne, l'expédition est de retour le 18 mai 1705 dans le Morbihan, où « ils ont été obligés de relâcher à cause de quatre corsaires flessingois qui manœuvraient comme pour vouloir les attaquer ». D'après l'état officiel, la cargaison des trois navires a été évaluée à 7 175 453 livres.

##### Seconde expédition (1708-1710)
Après s'être marié, Alain Porée ne reprend la mer que le 13 février 1708 avec un vaisseau neuf, le Notre-Dame-de-l'Assomption de 450 tonneaux, 44 canons et 202 hommes d'équipage, armé par Jean Magon de la Lande, à destination des colonies espagnoles de l’Amérique du Sud. Il relâche aux îles Canaries, puis à l'île de Santa Catarina, au Brésil, où il est attaqué par les Portugais et perd plusieurs hommes. Il découvre une île inconnue le 16 juillet 1708, la côte nord des îles Malouines. Au sud des îles Malouines, le bateau manque de peu de toucher un iceberg. L'équipage souffrant du scorbut perd 50 hommes. Il décide de revenir au Rio de la Plata qu'il quitte le 14 décembre. Le 3 janvier 1709, il est pris en chasse par deux corsaires anglais et se sauve en passant le détroit de Le Maire et en doublant le cap Horn. Le 28 février il arrive dans un port du Chili. En avril ou mai, il est à Callao. Il participe alors, avec les Espagnols et le Saint-Esprit qui avait quitté Saint-Malo en 1707, à une expédition contre les corsaires anglais, entre juillet 1709 et janvier 1710. Ils ne rencontrent aucun navire anglais. En janvier ou février 1710, il embarque des voyageurs espagnols et un capitaine de navire corsaire anglais fait prisonnier par les Espagnols, Thomas Stradling, et commence le voyage de retour en Europe. Il fait escale à Concepción en mars, passe le cap Horn. Arrivé en Atlantique, il prend en course un navire anglais venant de Lisbonne et allant en Virginie et s'en empare le 19 mai. Il continue sa route vers Terre-Neuve où les Malouins ont l'habitude de se rendre et fait relâche à Plaisance. Il repart en août en compagnie du navire Saint-Jean de Marseille. Les deux navires sont séparés par une tempête. Entre Guernesey et le cap Fréhel il est pris en chasse par deux corsaires anglais. Il arrive à Saint-Malo le 28 août 1710 avec 12 millions de piastres dont il n'a déclaré que le tiers, avec du cacao, de l'étain et des peaux. Le capitaine et l'armateur sont incarcérés un moment pour avoir refusé de payer la taxe sur la marchandise. Le capitaine anglais Thomas Stradling est incarcéré au château de Saint-Malo puis à Dinan d'où il s'évade avec 17 autres prisonniers anglais le 8 octobre 1711.

#### Arrêt de la navigation
Alain Porée est de retour à Saint-Malo le 28 août 1710. 
Il  achète alors une charge de conseiller-secrétaire du roi aux chancelleries des parlements de Bretagne, puis d'Auvergne, qui lui confère la noblesse. Il ne navigue plus. Il séjourne ensuite en Espagne, pour ses affaires. A 63 ans, il reprend la mer  pour faire la course aux barbaresques d'Algérie et de Tripolitaine et reçoit alors une seconde arme de prestige du roi Louis XV : une épée en vermeil, aux grandes armes de France qui restera dans sa famille jusqu'en 1999. Cette épée est l'œuvre de Thomas Germain (1673-1748), orfèvre du roi
Il meurt à Saint-Malo le 15 mai 1730 et est inhumé dans la cathédrale.

## Famille
- François Porée, sieur de La Touche (1553- ) marié à Jeanne Martin (1560- )
  - Jean Porée, sieur de La Touche-Quebriac et de La Blinaye (1585-1647), capitaine de corsaire, procureur-syndic de Saint-Malo en 1642, marié à Guyonne Pépin
    - Jean Porée, sieur de La Blinaye (1618-1644)
    - Servanne Porée (1619-1647) mariée en 1640 à Nicolas Heurtault, sieur de la Villejan (1599-1662), et mère de Jean Heurtault de Bricourt
    - Charles Porée, sieur de La Touche (1621-1681) marié à Josseline Heurtault, dame de la Beuzais
      - Charles Porée, sieur de La Touche (1652-1708) marié à Étiennette Bézard du Tertre (1662- )
        - Hélène Pélagie Porée, dame de La Touche (1694-1763) mariée à Luc Magon de la Balue (1685-1750)

      - Alain Porée (1665-1730), après son retour de l'expédition maritime, il a épousé le 24 novembre 1705[11], à Saint-Malo, Jeanne Thérèse Nouail du Fougeray (1677-1755), tous deux venant de familles d'armateurs malouins :
        - Charles Porée du Breil (1706-1777) ;
        - Thérèse Angélique Porée du Breil (1707- ) mariée en 1725 avec Jean-Baptiste Magon de la Villehuchet (1694-1779) ;
          - Nicolas-François Magon de la Villehuchet (1727-1794), maire de Saint-Malo entre 1773 et 1777 ;

        - Jean-Baptiste Louis Porée du Breil (1717-1784) marié en 1746 avec Marie-Gertrude Jeanne Paullé de La Furtais (1725-1804).
          - Marie-Thérèse Porée du Breil (1746-1839) mariée à Guillaume Danycan de l'Épine (1743-1819), capitaine de vaisseaux de la Compagnie des Indes et petit-neveu de Noël Danycan de l'Épine
          - Jean-Baptiste Porée du Breil (1748-1807) marié à Hélène Éon (1749-1837)
            - Caroline Porée du Breil (1792-1862) mariée en 1807 à Alain Le Breton de Blessin (1770-1817) et en 1820 à Aristide de Saint-Meleuc (1790-1856)

          - Anne Porée du Breil (1758-1850) mariée à Henri de Saint-Meleuc (1757-1794)
            - Aristide de Saint-Meleuc (1790-1856) marié à Caroline Porée du Breil (1792-1862)

      - Jeanne Porée (1669- )

    - Marie Porée (1625-1717), dame de la Fontaine, mariée en 1646 avec Nicolas Chevalier
    - Anne Porée (1628-1662), dame de la Sable, mariée en 1659 à Mathuron Rognon, seigneur de Boismoron.

## Armoiries
"Sur écu d'azur, un lion d'argent passant , couronne et langue de même, surmonté d'un bras vêtu et tenant à la main une croix portée par le haut, le bras sortant d'un nuage, le coul d'argent"; cet écu timbré d'un casque de profil, orné d'un lambrequin d'argent

## Marché de l'art
L'entrepreneur et collectionneur malouin Jacky Lorant a acheté aux enchères le 4 octobre 2020 le médaillon offert par Louis XIV à Alain Porée en 1696.
Le même collectionneur a acquis en 2020, auprès d'un antiquaire à La Nouvelle Orléans (États-Unis), l'épée d'honneur offerte par Louis XIV à Alain Porée en 1693, pour services rendus au royaume, lors de la guerre de course.